# Comuna Romanivka, Ananiev
Romanivka (în ucraineană Романівка) este o comună în raionul Ananiev, regiunea Odesa, Ucraina, formată din satele Drujeliubivka, Novodacine, Romanivka (reședința) și Starodacine.

## Demografie
Componența lingvistică a comunei Romanivka
     Ucraineană (93,53%)
     Română (5,96%)
     Alte limbi (0,51%)
Conform recensământului din 2001, majoritatea populației comunei Romanivka era vorbitoare de ucraineană (93,53%), existând în minoritate și vorbitori de română (5,96%).